# Liste des maires de Batz-sur-Mer
La liste des maires de Batz-sur-Mer présente un historique des maires de la commune française de Batz-sur-Mer située dans le département de la Loire-Atlantique et la région des Pays de la Loire.

## Liste des maires
Depuis la Révolution, le territoire de la commune de Batz-sur-Mer s'étendait également sur le village du Pouliguen jusqu'à l'érection de ce dernier au statut de commune à part entière en 1854.
| 2 février 1790                                        | août 1790                | François Montfort *        |            | recteur de la paroisse de Batz                         |
| septembre 1790                                        | février 1791             | Cavalin *                  |            |                                                        |
| février 1791                                          | janvier 1793             | Christophe Miquel **       |            |                                                        |
| janvier 1793                                          | janvier 1793             | Jean Legal *               |            |                                                        |
| février 1793                                          | mars(?) 1793             | Pierre Nicol *             |            |                                                        |
| avril 1793                                            | début 1794               | Pierre Forget**            |            |                                                        |
| janvier 1794                                          | juin 1795                | Noël Brouard fils **       |            |                                                        |
| 21 septembre 1794                                     | ?                        | Christophe Miquel **       |            |                                                        |
| 4 juillet 1801                                        | 16 mai 1805              | René-Maximilien Aubrée **  |            |                                                        |
| 23 mai 1805                                           | 31 décembre 1807         | Pierre Leroux **           |            |                                                        |
| 1er janvier 1808                                      | 30 décembre 1811         | Pierre Forget **           |            |                                                        |
| janvier 1813                                          | 26 décembre 1814         | René Monfort **            |            |                                                        |
| 9 septembre 1815                                      | 28 décembre 1815         | Charles Bloyet **          |            |                                                        |
| 12 juillet 1816                                       | 14 septembre 1819        | Jacques Lehuédé *          |            |                                                        |
| 18 février 1819                                       | 17 février 1820          | Pierre-René Raphaël **     |            |                                                        |
| 17 février 1820                                       | 28 avril 1835            | François-Xavier Leblanc ** |            |                                                        |
| 28 avril 1835                                         | 8 novembre 1836          | Jacques Marie Gambert **   |            | chirurgien                                             |
| 1836                                                  | novembre 1837            | Jean-Baptiste Mouilleron * |            |                                                        |
| novembre 1837                                         | 15 février 1839          | Jacques Morand **          |            | expert-comptable                                       |
| 15 février 1839                                       | 20 mars 1844             | Jean-Noël Lehuédé *        |            | propriétaire                                           |
| 20 mars 1844                                          | 14 juin 1855             | Guillaume Bertrand *       |            |                                                        |
| 15 juin 1855                                          | 6 mars 1862              | Gabriel Le Gal             |            | inspecteur des douanes, conseiller général             |
| 18 mai 1862                                           | ?                        | Jean Marie Lehuédé         |            |                                                        |
| 10 septembre 1865                                     | 20 mai 1868              | Pierre Marie Saffré        |            | professeur                                             |
| 9 août 1868                                           | 1870                     | Jean-Marie Lehuédé         |            |                                                        |
| 14 mai 1871                                           | 8 juillet 1874           | Jean-Marie Legars          |            |                                                        |
| 12 juillet 1874                                       |                          | Guillaume Bertrand         |            |                                                        |
| 8 août 1875                                           |                          | Noël Lescaudron            |            |                                                        |
| 8 octobre 1876                                        | août 1890                | Jean-Marie Legars          |            |                                                        |
| 10 août 1890                                          | 13 août 1899             | Charles Marie Lehuédé      |            | entrepreneur                                           |
| 13 août 1899                                          |                          | Pierre Marie Lecallo       |            | propriétaire                                           |
| 20 mai 1900                                           |                          | Jean-Baptiste Bertrand     |            | négociant                                              |
| 12 octobre 1902                                       | mai 1908                 | Hippolyte Vaucourt         |            | administrateur du journal La République française      |
| 17 mai 1908                                           | 1911                     | Xavier Cavalin             |            |                                                        |
|                                                       |                          | Charles Lehuédé            |            |                                                        |
|                                                       | 1921                     | Le Callo                   |            |                                                        |
|                                                       |                          | André Bertrand             |            |                                                        |
| 1945                                                  | octobre 1956 (décès)     | Désiré Guitton             |            |                                                        |
| 1959                                                  |                          | Jean Barbin                | CNI        | médecin                                                |
| mars 1961                                             | mai 1962 (démission)     | Jean Fréour                | UNR        | sculpteur                                              |
| mai 1962                                              | mars 1965                | Jacques Cholet             | UNR        | photographe                                            |
| mars 1965                                             | mars 1977                | Georges Bourdic            | ALIM / DMF | producteur et négociant de sel                         |
| mars 1977                                             | mars 2001                | Pierre Le Berche           | PCF        |                                                        |
| mars 2001                                             | avril 2014               | Danielle Rival             | UMP        |                                                        |
| avril 2014                                            | mai 2020                 | Adeline L'Honen            | PS         | cadre financier (conseillère régionale de 2004 à 2015) |
| mai 2020                                              | En cours (au 27/05/2020) | Marie-Catherine Lehuédé    | SE         | enseignante en gestion                                 |
| Les données manquantes sont à compléter.              |                          |                            |            |                                                        |
| * : originaire de Batz ; ** : originaire du Pouliguen |                          |                            |            |                                                        |

## Pour approfondir